# Свентокшиские горы
Свентокши́ские го́ры (пол. Góry Świętokrzyskie — «горы Святого Креста») — горный хребет в Польше, наиболее высокая часть Келецко-Сандомежской возвышенности.
Протяжённость хребта составляет около 80 км. Высшая точка — гора Лысица (612 м). Горы сложены кварцитами, граувакками, песчаниками и известняками, часто перекрытыми рыхлыми (в частности, моренными) отложениями. Преобладает холмисто-грядовой рельеф, местами развиты куэсты. У подножий горы произрастают дубовые и сосновые, на склонах — буковые и пихтовые леса.
В наиболее высокой части гор находится Свентокшиский национальный парк. 
В Свентокшиских горах находятся языческие святилища древних славян Лысая Гора, Гродова Гора около Тумлина, Дембно, Добжешуво.